# Pelsall
Pelsall är en ort i unparished area Aldridge Brownhills, i distriktet Walsall, i Storbritannien. Den ligger i grevskapet West Midlands och riksdelen England, i den södra delen av landet, 180 km nordväst om huvudstaden London. Pelsall ligger 146 meter över havet och antalet invånare är 10 758. Pelsall var en civil parish 1866–1966 när blev den en del av Aldridge Brownhills och Cannock. Civil parish hade 4 954 invånare år 1951. Byn nämndes i Domedagsboken (Domesday Book) år 1086, och kallades då Peleshale.
Terrängen runt Pelsall är platt. Runt Pelsall är det mycket tätbefolkat, med 2 711 invånare per kvadratkilometer. Närmaste större samhälle är Birmingham, 17,0 km söder om Pelsall. Runt Pelsall är det i huvudsak tätbebyggt.